# Vienna (Billy Joel)
"Vienna" is een nummer van de Amerikaanse singer-songwriter Billy Joel. Het nummer verscheen als de vijfde track op zijn album The Stranger uit 1977.

## Achtergrond
"Vienna" is geschreven door Billy Joel en geproduceerd door Phil Ramone. Joel raakte geïnspireerd om het nummer te schrijven na een bezoek aan de stad Wenen met zijn vader, die de rest van de familie verliet toen Joel nog een kind was. Joel vertelde dat Wenen een metafoor is voor het oud zijn, maar zei dat het onbewust ook over zijn vader kan gaan.
In september 1977 werd "Vienna" uitgebracht als de B-kant van de single "Just the Way You Are". Joel benoemde het als een van zijn twee favoriete door hem geschreven nummers, samen met "Summer, Highland Falls", afkomstig van het voorgaande album Turnstiles. Het is ook een van de populairste nummers onder de fans van Joel, en krijgt tijdens concerten meer aandacht dan de A-kant van de single. Het is het op vier na meest gestreamde nummer van Joel op Spotify.
"Vienna" is te horen in de televisieserie Taxi en de film 13 Going on 30. Daarnaast is het gecoverd door onder meer Christian Borle (in de televisieserie Smash), Ariana Grande, Mac Miller (onder het pseudoniem Larry Fisherman), Ben Platt (in de televisieserie The Politician) en Grace VanderWaal. Het nummer verkreeg in 2020 en 2021 nieuwe populariteit door middel van het vele gebruik op het platform TikTok.

## NPO Radio 2 Top 2000
| Nummer met noteringen in de NPO Radio 2 Top 2000 | '21  | '22 | '23 | '24 |
| ------------------------------------------------ | ---- | --- | --- | --- |
| Vienna                                           | 1743 | 831 | 616 | 428 |

1. ↑  Een vetgedrukt getal geeft de hoogste notering aan.
2. ↑  2021 was het eerste jaar met een notering voor dit nummer.